# عقیم‌سازی (فیلم)
عقیم‌سازی (به انگلیسی: Fixed) یک فیلم پویانمایی بزرگسالان کمدی سیاه آمریکایی است که توسط نیو لاین سینما و سونی پیکچرز انیمیشن تولید و توسط برادران وارنر پیکچرز توزیع خواهد شد. این اولین فیلم انیمیشن بزرگسالان از سونی پیکچرز، و همچنین اولین فیلم انیمیشن سنتی این استودیو و اولین فیلم انیمیشنی استودیویی است که با مشارکت یک استودیوی بزرگ دیگر ساخته شده است، و توسط گندی تارتاکوفسکی کارگردانی شد که فیلمنامه‌نویسی را با جان ویتی و میشل مردوکا نوشته است. صداپیشگان این فیلم آدام دیواین، ادریس البا، کاترین هان، فرد ارمیسن، بابی موینیهان و بک بنت هستند. داستان فیلم یک سگ شکاری آبی به نام بول را دنبال می‌کند که متوجه می‌شود صبح بعد قرار است عقیم شود.
این فیلم اولین بار در سال ۲۰۰۹ به عنوان یک فیلم سفر جاده ای حیوانات، معرفی شد. پس از موفقیت‌های هتل ترانسیلوانیا ۳: تعطیلات تابستانی (۲۰۱۸) و فصل پنجم و آخر سریال سامورایی جک (۲۰۱۷)، تارتاکوفسکی برای کارگردانی دو انیمیشن اصلی قرارداد امضا کرد. برای فیلم عقیم‌سازی، او از تکیه بر جوک‌های فرهنگ پاپ برای گنجاندن بیشتر طنز متمرکز بر شخصیت پرهیز کرد و به فیلم اجازه داد در میان دیگر فیلم‌های انیمیشن با درجه R متمایز شود. تولید در ژوئیه ۲۰۲۲ آغاز شد و در سپتامبر ۲۰۲۳ به پایان رسید، در حالی که بازیگران در ژوئن ۲۰۲۳ به‌طور عمومی اعلام شدند.
این فیلم در حال حاضر تاریخ انتشار مشخصی ندارد.

## فرضیه داستان
یک سگ معمولی و همه‌جانبه عاشق سگ نمایش همسایه خود می‌شود، اما متوجه می‌شود که صبح بعد قرار است عقیم‌سازی شود. این سگ با آخرین شب خود با بهترین دوستانش چه می‌کند؟— سونی پیکچرز انیمیشن

## صداپیشگان
- آدام دیواین در نقش بول، یک سگ شکاری آبی که خود را در فکر این می‌یابد که صبح بعد او را عقیم می‌کنند.[۳]
- ادریس البا، در نقش روکو، یک باکسر[۳]
- کاترین هان در نقش هانی، دوست همسایه بول[۳]
- فرد ارمیسن در نقش فچ، یک داکس‌هوند[۳]
- بابی موینیهان در نقش لاکی[۳]
- بک بنت در نقش استرلینگ[۳]
- ریور گالو در نقش فرانکی[۳]
- میشل بوتو در نقش ملاس[۳]

## تولید

### توسعه
به گفته گندی تارتاکوفسکی کارگردان، این پروژه اولین بار در سال ۲۰۰۹، به عنوان یک فیلم سفر جاده ای حیوانات تحت عنوان کاری Buds اعلام شد اما در نهایت Fixed نام گرفت. در زبان انگلیسی، اصطلاح «Fixing» در محاوره به عقیم‌سازی جانوران اشاره دارد.
در ۲۵ ژوئیه ۲۰۱۸، ددلاین هالیوود گزارش داد که تارتاکوفسکی قرار است یک فیلم کمدی با درجه R بنویسد و کارگردانی کند و میشل مردوکا نیز در کنار تارتاکوفسکی تهیه کنندگی آن را بر عهده خواهد داشت. سونی پیکچرز انیمیشن قرار بود آن را تولید کند. تارتاکوفسکی قبلاً روی فیلم‌های هتل ترانسیلوانیا برای این استودیو کار کرده بود. در ژوئن ۲۰۱۹، تارتاکوفسکی گفت: «این فیلم واقعاً خنده دار و دلچسب است، و همه چیزش در مورد بیضه‌ها نیست، ما سعی داریم آن را به یک کمدی شخصیت تبدیل کنیم.» تارتاکوفسکی در ژوئیه ۲۰۲۲ اظهار داشت که با وجود مشارکت سونی، این فیلم در واقع از طریق نیو لاین سینما اکران خواهد شد. در ۱۳ سپتامبر ۲۰۲۳، نیو لاین فیلم به انجمن سینمایی آمریکا ارسال کرد، که به این فیلم به دلیل «محتوای جنسی و زبان قوی جنسی در سراسر فیلم، مقداری مصرف مواد مخدر و خشونت» درجه R داد.

### نوشتن
در دسامبر ۲۰۲۲، تارتاکوفسکی گفت که نمی‌خواهد این فیلم بر شوخی‌های فرهنگ پاپ تکیه کند، در عوض می‌خواهد طنز بیشتر متمرکز بر شخصیت داشته باشد، که به نظر او این امکان را به فیلم می‌دهد تا در میان دیگر فیلم‌های انیمیشن درجه R برجسته شود. در ژوئن ۲۰۲۳، تارتاکوفسکی اظهار داشت که «رفاقت» بین شخصیت‌ها از فیلم‌های جاد آپاتو مانند باکره چهل‌ساله (۲۰۰۵) و باردار (۲۰۰۷) الهام گرفته شده است.

### انتخاب بازیگران
در جشنواره بین‌المللی فیلم انیمیشن انسی در ۱۳ ژوئن ۲۰۲۳، آدام دیواین، ادریس البا، کاترین هان، فرد ارمیسن، بابی مونیهان، بک بنت، ریور گالو و میشل بوتو به عنوان بخشی از صداپیشگان معرفی شدند.

### پویانمایی و طراحی
این انیمیشن توسط رینگید انیمیشن، با حضور اسکات ویلس به عنوان کارگردان هنری ساخته شده است که قبلاً با تارتاکوفسکی در سامورایی جک و پرایمال کار کرده بود. تولید این فیلم در ژوئیه ۲۰۲۲ آغاز شد، و در سپتامبر ۲۰۲۳ به پایان رسید. در حالی که در ابتدا تارتاکوفسکی قصد داشت این فیلم را از طریق سل انیمیشن بسازد، او بعداً به فکر استفاده از پویانمایی رایانه‌ای برای «فروش بهتر فیلم» افتاد. او در نهایت تصمیم گرفت انیمیشن دست‌کش فیلم را حفظ کند که آن را به اولین فیلمی تبدیل کرد که که توسط سونی انیمیشن تولید شده و با دست کشیده شده است، زیرا از نظر کارگردان زیبایی‌شناسی با دست بهتر برای طرح داستان کار می‌کند.
تارتاکوفسکی می‌خواست این انیمیشن یادآور بانو و ولگرد (۱۹۵۵) از دیزنی باشد، و به‌ویژه به دلیل تأکید آن‌ها بر انیمیشن رسا، از آثار تکس آوری و فیلم‌های کوتاه لونی تونز تونز از چاک جونز الهام گرفته است.